# Dobro

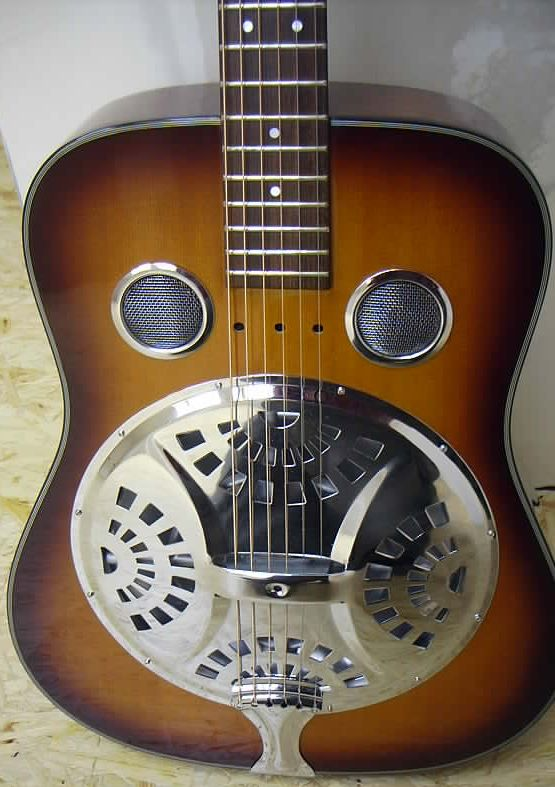
En Dobro i närbild

Dobro är ett varumärke, numera ägt av Gibson Brands, som avser en speciell typ av gitarr med resonanslåda delvis av metall.
Tidigt under 1920-talet grundade slovakisk-amerikanske gitarrmakaren John Dopyera företaget National String Instrument Corporation tillsammans med gitarristen George Beauchamp. Företaget tillverkade resonatorgitarrer (gitarrer med inbyggda resonatorkoner som gjorde gitarrerna ljudstarka nog att höras i en orkester), en konstruktion som uppfunnits av Dopyera.
1928 lämnade Dopyera National String efter en längre tids oenighet med Beauchamp för att tillsammans med sina bröder Rudy, Emile, Robert och Louis grunda företaget Dobro Manufacturing Company (Dobro efter Dopyera Brothers) med avsikten att producera ett konkurrerande system med bara en resonatorkon. Denna konstruktion var billigare att tillverka än triconesystemet och gav dessutom ett starkare ljud.
Efter omfattande juridiska turer säkrade bröderna Dopyera aktiemajoriteten i National String, och slog 1932 samman sina två företag till National Dobro Corporation, som fortsatte att tillverka resonatorgitarrer fram tills USA gick in i andra världskriget 1941.
Efter kriget gick bröderna Dopyera delvis skilda vägar. Emile Dopyera (även känd som Ed Dopera) tillverkade Dobro-gitarrer fram till 1959 då han sålde varumärket till Semie Moseley, som tog upp produktionen av Dobrogitarrer i sitt företag Mosrite guitar company.
1967 grundade Rudy and Emile Dopyera företaget Original Musical Instrument Company (OMI) för att tillverka resonatorgitarrer under märket Hound Dog. 1970 köpte bröderna tillbaka varumärket Dobro efter att Mosrite försatts i tillfällig likvidation.
OMI köptes av Gibson Guitar Corporation 1993, varvid Gibson började försvara den exklusiva rätten att använda beteckningen Dobro – vilket genom åren kommit att bli en generisk beteckning för resonatorgitarrer oavsett tillverkare. Gibson har sedan dess tillverkat flera olika modeller av resonatorgitarrer under beteckningarna Dobro, Hound Dog och även via sitt budgetmärke Epiphone. Alla dessa Gibsonmodeller har en enda resonatorkon och kan fås med rund eller fyrkantig halsprofil.
- Wikimedia Commons har media som rör Dobro.